# Jonathan Sacks
Pour les articles homonymes, voir Sacks.
 (février 2017).
Si vous disposez d'ouvrages ou d'articles de référence ou si vous connaissez des sites web de qualité traitant du thème abordé ici, merci de compléter l'article en donnant les références utiles à sa vérifiabilité et en les liant à la section « Notes et références ».

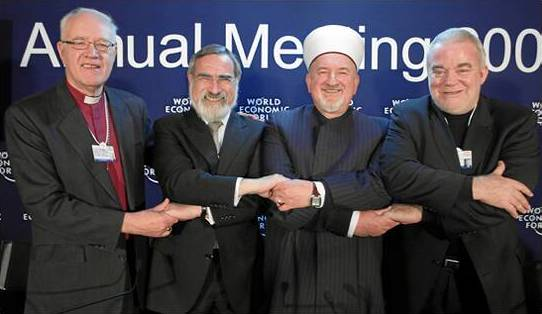
Le rabbin Jonathan Sachs lors d'une rencontre inter-religieuse au Forum économique mondial en 2009.

Jonathan Henry Sacks, de son nom hébraïque Jacob Zvi, né le 8 mars 1948 à Lambeth dans le Grand Londres et mort le 7 novembre 2020, est un rabbin, professeur et lord britannique.
De 1991 à 2013, il est grand rabbin des Congrégations hébraïques unies du Commonwealth, chef spirituel de l'United Synagogue, fédération rassemblant 62 synagogues du judaïsme orthodoxe britannique. En 2005, il reçoit le titre de chevalier, et en juillet 2009 il est pair à vie à la Chambre des lords avec le titre de baron Sacks d'Oldgeight. 
Engagé dans le dialogue interreligieux, il est l'auteur de plusieurs livres développant thème de l'articulation entre la foi juive et la modernité. Depuis sa retraite en tant que grand rabbin, il est professeur au King's College de Londres, à l’université Yeshiva et à l'université de New York.

## Biographie
Le rabbin Sacks reçoit son diplôme de rabbin à la yechiva Ets-Haim et au Collège juif de Londres, où il est l’élève du rabbin Nahoum Rabinovich. De même, il est diplômé de l'université de Cambridge et possède un doctorat de l'université de Londres.
Parmi les personnages du monde juif religieux qu'il indique comme personnes ayant influencé sa personnalité, il nomme le Rambam, duquel il a appris l'importance de la combinaison entre la Torah et la science, le rabbin Joseph B. Soloveitchik, duquel il a appris à ne redouter aucune pensée extérieure à la culture juive,[réf. nécessaire] et le rabbin Menachem Mendel Schneerson, le Rabbi de Loubavitch, qu'il perçoit comme un leader qui formait des leaders.
Le rabbin Sacks remplace le rabbin lord Jakobovits en 1991. Dans ce rôle, il met un accent fort sur l'éducation juive. Il est conseiller de John Major, Tony Blair et Gordon Brown. Le rabbin Sacks entretient de bonnes relations avec la famille royale britannique, en particulier avec le Prince Charles.[réf. nécessaire]
Le rabbin Sacks œuvre pour la préservation de la ligne orthodoxe du grand rabbinat britannique, et a essuyé à ce sujet plusieurs critiques.[réf. nécessaire]
En 2012, il annonce la fin de sa carrière en tant que grand rabbin. C'est le rabbin Ephraïm Mirvis qui est élu pour le remplacer dans ce poste.
Il est docteur honoris causa de plusieurs universités de par le monde, telles que l'université de Cambridge, l'université de Glasgow, l'université de Haïfa, l'université Bar-Ilan, l'université du Middlesex, l'université de Liverpool, l'université Saint-André, ainsi que l'université Yeshiva.
Le rabbin Sacks rencontre souvent des hommes de religion et des personnalités politiques dans le monde et s'efforce de créer un dialogue entre les religions et entre les dirigeants du monde. Le rabbin Sacks se voit comme un philosophe engagé dans la vie active et vise à porter à l'attention des dirigeants du monde l'approche du judaïsme, tel qu'il la voit, sur des questions de philosophiques majeurs, ainsi que sur des questions morales d’actualité.[réf. nécessaire]
En 2016 , il reçoit le prix Templeton, d'un montant d'un million et demi de dollars, pour sa contribution exceptionnelle à la spiritualité dans le monde.
Le rabbin Sacks meurt le 7 novembre 2020, des suites d'un cancer, à l’âge de 72 ans.

## Idéologie
Le rabbin Sacks est considéré comme un penseur libéral qui favorise l'ouverture culturelle. Il critique l'approche ultra-orthodoxe qui se sépare du monde extérieur et de la culture générale.[réf. nécessaire]
Parmi les principes fondamentaux de sa pensée, il présente le judaïsme comme « une voix d'espoir dans le dialogue humain, au contraire de la tragédie dans la tradition grecque ». Il perçoit la religion comme un appel radical a l'Homme à prendre des responsabilités sur son entourage et a ne pas se soumettre a des critères arbitraires et déterministes.[réf. nécessaire]
Un de ses autres enseignements est « le respect de la différence » : le judaïsme est la seule religion monothéiste qui ne revendique le monopole sur la relation avec Dieu. Selon ce principe le judaïsme est une religion favorable au dialogue avec les autres confessions. Dans son livre La Dignité de la différence, il parle de chasser de la pensée occidentale le Démon platonique, selon lequel il existe une vérité universelle et que tous les êtres humains sont les mêmes. Selon lui, c'est ce qui se trouve à la base des guerres de religion, et aussi ce qui pourrait amener la mondialisation à vouloir se débarrasser de cultures et traditions locales uniques.
Le troisième principe du rabbin Sacks est l'importance de la vie spirituelle. Selon lui, contrairement à la perception de Nietzsche au sujet du pouvoir, le judaïsme traite de la puissance de l'idée. La nation juive a été la première dans l'histoire a établir l'éducation depuis l'enfance, 1 800 ans avant que l'idée ne se propage Angleterre.[réf. nécessaire]
Le rabbin Sacks explique aussi que le judaïsme est la seule civilisation dont l'âge d'or se trouve dans le futur et non dans le passé.
Amos Oz décrit le rabbin Sacks comme, « l'un des hommes de premier plan dans le monde juif actuel, pas seulement grâce à ses livres merveilleux, non plus en raison de son travail en tant que leader de nombreuses personnes en Angleterre, y compris des non-Juifs, mais d'abord et avant tout parce qu'il est l'une des seules personnes qui nous offrent un dialogue difficile. »

## Publications
Le rabbin Sacks a publié une vingtaine de livres dans lesquels il présente son idéologie sur le rôle des religions, sur la mondialisation, l'éthique et la responsabilité de l'individu envers la société. De même, il a œuvré à une nouvelle traduction du siddour en anglais.
Ses livres en anglais :
- Traditional alternatives: Orthodoxy and the future of the Jewish people, 1989
- Tradition in an Untraditional Age (1990) Persistence of Faith, 1991
- Arguments for the Sake of Heaven, 1991
- Crisis and Covenant, 1992
- One People?, 1993
- Will We Have Jewish Grandchildren?, 1994
- Community of Faith, 1995
- Torah Studies: Discourses by Rabbi Menachem M. Schneerson, 1996
- The Politics of Hope, 1997; revised 2nd edition 2000
- Morals and Markets, 1999
- Celebrating Life, 2000
- Radical Then, Radical Now (published in America as A Letter in the Scroll) 2001
- Dignity of Difference, 2002 (Grawemeyer Award winner)
- The Chief Rabbi's Haggadah, 2003
- To Heal a Fractured World - The Ethics of Responsibility, 2005
- The Home We Build Together - Recreating Society, 2007
- The Koren Sacks Siddur, 2009
- Covenant & Conversation, A Weekly Reading of the Jewish Bible, Volume I: Genesis, The Book of Beginnings, 2009
- Future Tense, 2009
- The Great Partnership, 2011
- Covenant & Conversation, A Weekly Reading of the Jewish Bible, Volume II: Exodus, The Book of Redemption, 2012
- Not in God's Name, 2015
- Covenant & Conversation, A Weekly Reading of the Jewish Bible, Volume III: Leviticus, The Book of Holinnes, 2015
- Lessons in Leadership - A Weekly Reading of the Jewish Bible, 2015